# 테오 (Omoi의 노래)
테오(일본어: テオ)는 보컬로이드 프로듀서(보카로P)인 Omoi가 작사하고 Sakurai가 작곡한 노래이다. 2017년 7월 8일에 유튜브와 니코니코 동화를 통해 공개되었다. 보컬 음성은 보컬로이드인 하츠네 미쿠의 보컬을 사용하였다. 코러스는 메구포이드 구미, 보컬로이드 카가미네 린, IA가 맡았다. 또한, 2019년 매지컬 미라이에서 하츠네 미쿠가 테오를 공연하기도 하였다.

## 반응

### 니코니코 동화
니코니코 동화에 업로드된 뮤직 비디오는 2017년 7월 15일, 일주일 만에 10만 재생수를 기록하여 VOCALOID 전당입성에 달성하였고, 이로부터 7개월이 지난 2018년 2월 15일에는 100만 재생수를 기록하여 VOCALOID 전설입성을 달성하였다. 2020년 8월 8일에는 500만 재생수를 기록하였고, 2025년 8월 기준 니코니코 동화에서는 870만 재생수를 돌파하였다.

### 유튜브
유튜브에 업로드된 뮤직 비디오는 투고 약 5년이 지난 2022년 6월 18일에 조회수 1,000만 회를 달성하였다. 2025년 8월 기준 유튜브 동영상의 조회수는 1,800만 회를 돌파하였다.